# Serguéi Víktorovich Rýzhikov
Serguéi Víktorovich Rýzhikov (en ruso: Сергей Викторович Рыжиков, Shebekino, 19 de septiembre de 1980) es un exfutbolista profesional ruso que jugaba como portero.
Debutó en 1999 en el FC Salyut-Energia Belgorod, club del Óblast de Bélgorod, su provincia natal. En noviembre de 2007 fichó por el Rubin y fue convocado por primera vez con la selección rusa en un partido contra Gales.
Serguéi tiene un hermano menor, Andréi Rýzhikov, que también es portero profesional.

## Selección nacional
El 12 de mayo de 2014, Fabio Capello, director técnico de la selección nacional de Rusia, incluyó a Rizhikov, uno de tres porteros, en la lista provisional de 30 jugadores que iniciarán la preparación con miras a la Copa Mundial de Fútbol de 2014. El 2 de junio fue ratificado por Capello en la nómina definitiva de 23 jugadores.

### Participaciones en Copas del Mundo
| Mundial                        | Sede   | Resultado    |
| ------------------------------ | ------ | ------------ |
| Copa Mundial de Fútbol de 2014 | Brasil | Primera fase |

## Clubes
| Club                           | País  | Año       |
| ------------------------------ | ----- | --------- |
| F. C. Salyut-Energia Belgorod  | Rusia | 1999-2001 |
| F. C. Saturn Ramenskoe         | Rusia | 2002-2004 |
| F. K. Anzhí Majachkalá         | Rusia | 2005      |
| F. C. Lokomotiv Moscú          | Rusia | 2006-2007 |
| F. C. Tom Tomsk (cedido)       | Rusia | 2007      |
| F. C. Rubin Kazán              | Rusia | 2008-2018 |
| P. F. C. Krylia Sovetov Samara | Rusia | 2018-2020 |
| F. C. Tambov                   | Rusia | 2020-2021 |

## Palmarés

### Títulos nacionales
| Título                | Club              | País  | Año  |
| --------------------- | ----------------- | ----- | ---- |
| Liga Premier de Rusia | F. C. Rubin Kazán | Rusia | 2008 |
| Liga Premier de Rusia | F. C. Rubin Kazán | Rusia | 2009 |
| Supercopa de Rusia    | F. C. Rubin Kazán | Rusia | 2010 |
| Copa de Rusia         | F. C. Rubin Kazán | Rusia | 2012 |
| Supercopa de Rusia    | F. C. Rubin Kazán | Rusia | 2012 |